# Marokko op de Olympische Zomerspelen 2008
Marokko nam deel aan de Olympische Zomerspelen 2008 in Peking, China. Marokko debuteerde op de Zomerspelen in 1960 en deed in 2008 voor de twaalfde keer mee. Bij de vorige editie wist het nog twee gouden medailles te winnen. Dat lukte nu geen enkele keer.

## Medailleoverzicht
| Sport    | Olympiër       | Discipline   | Medaille |
| -------- | -------------- | ------------ | -------- |
| Atletiek | Jaouad Gharib  | marathon (m) | Zilver   |
| Atletiek | Hasna Benhassi | 800m (v)     | Brons    |

## Deelnemers en resultaten
(m) = mannen, (v) = vrouwen 

### Atletiek
| Olympiër               | Onderdeel              | Resultaat | Prestatie                                                                     |
| ---------------------- | ---------------------- | --------- | ----------------------------------------------------------------------------- |
| Yassine Bensghir       | 800m (m)               | 27e       | serie 8: 7de in 1.46,88                                                       |
| Mouhssin Chehibi       | 800m (m)               | 26e       | serie 4: 5de in 1.46,75                                                       |
| Amine Laâlou           | 800m (m)               | 16e       | serie 6: 1ste in 1.47,86 halve finale 1: 4de in 1.46,74                       |
| Youssef Baba           | 1500m (m)              | 34e       | serie 1: 10de in 3.42,13                                                      |
| Abdalaati Iguider      | 1500m (m)              | 5e        | serie 3: 4de in 3.36,48 halve finale 1: 2de in 3.37,21 finale: 5de in 3.34,66 |
| Mohamed Moustaoui      | 1500m (m)              | 20e       | serie 4: 1ste in 3.34,80 halve finale 2: 9de in 3.40,90                       |
| Abdelaziz El Idrissi   | 5000m (m)              | 31e       | serie 3: 11de in 14.05,30                                                     |
| Mourad Marofit         | 5000m (m)              | 30e       | serie 2: 8ste in 14.00,76                                                     |
| Anis Selmouni          | 5000m (m)              | 16e       | serie 1: 8ste in 13.43,70                                                     |
| Mohamed El Hachimi     | 10000m (m)             | DNF       | niet gefinisht                                                                |
| Abdellah Falil         | 10000m (m)             | 16e       | 27.53,14                                                                      |
| Hamid Ezzine           | 3000m steeplechase (m) | 21e       | serie 3: 6de in 8.27,45                                                       |
| Abdelkader Hachlaf     | 3000m steeplechase (m) | 15e       | serie 1: 3de in 8.23,62 finale: 15de in 9.02,06                               |
| Brahim Taleb           | 3000m steeplechase (m) | 17e       | serie 2: 9de in 8.23,09                                                       |
| Abderrahime Bouramdane | marathon (m)           | 26e       | 2:17.42                                                                       |
| Jaouad Gharib          | marathon (m)           | Zilver    | 2:07.16                                                                       |
| Abderrahim Goumri      | marathon (m)           | 20e       | 2:15.00                                                                       |
| Yahya Berrabah         | verspringen (m)        | 17e       | kwalificatie groep A: 9de met 7,88m                                           |
| Tarik Bougtaïb         | verspringen (m)        | 29e       | kwalificatie groep B: 14de met 7,69m                                          |
| Tarik Bougtaïb         | hoogspringen (m)       | DNF       | kwalificatie groep B: geen geldige sprong                                     |
|                        |                        |           |                                                                               |
| Hasna Benhassi         | 800m (v)               | Brons     | serie 5: 2de in 2.00,51 halve finale 2: 2de in 1.58,03 finale: 3de in 1.56,73 |
| Bouchra Chaâbi         | 1500m (v)              | 32e       | serie 3: 11de in 4.19,89                                                      |
| Siham Hilali           | 1500m (v)              | 10e       | serie 1: 3de in 4.05,36 finale: 10de in 4.05,57                               |
| Btissam Lakhouad       | 1500m (v)              | 12e       | serie 2: 3de in 4.14,34 finale: 12de in 4.07,25                               |

### Boksen
| Olympiër         | Onderdeel | Resultaat | Prestatie               |
| ---------------- | --------- | --------- | ----------------------- |
| Yassine Bensghir | 800m (m)  | 27e       | serie 8: 7de in 1.46,88 |

### Boogschieten
| Olympiër           | Onderdeel   | Resultaat | Prestatie                                                                                          |
| ------------------ | ----------- | --------- | -------------------------------------------------------------------------------------------------- |
| Redouane Bouchtouk | -48kg (m)   | 17e       | 1ste ronde: V van BRA Carvalho: 7-13                                                               |
| Abdelillah Nhaila  | -51kg (m)   | 17e       | 1ste ronde: V van AZE Mammadov: 4-19                                                               |
| Hicham Mesbahi     | -54kg (m)   | 9e        | 1ste ronde: W van COL Romero: 11-3 2de ronde: V van BOT Ikgopoleng: scheidsrechterlijke beslissing |
| Mahdi Ouatine      | -57kg (m)   | 17e       | 1ste ronde: V van MGL Enkhzorig: 1-10                                                              |
| Tahar Tamsamani    | -60kg (m)   | 17e       | 1ste ronde: V van ITA Valentino: 4-15                                                              |
| Driss Moussaid     | -63,5kg (m) | 9e        | 1ste ronde: W van AUS Kidd: 23-2 2de ronde: V van CUB Iglesias: 4-15                               |
| Mehdi Khalsi       | -67kg (m)   | 17e       | 1ste ronde: V van UZB Mahmudov: 3-11                                                               |
| Said Rachidi       | -75kg (m)   | 17e       | 1ste ronde: V van KAZ Artayev: 2-8                                                                 |
| Mohamed Arjaoui    | -91kg (m)   | 5e        | 1ste ronde: W van AUS Pitt: 11-6 kwartfinale: V van USA Wilder: 10-10                              |
| Mohamed Amanissi   | +91kg (m)   | 9e        | 1ste ronde: V van CHN Zhang: 0-15                                                                  |

### Judo
| Olympiër         | Onderdeel | Resultaat | Prestatie |
| ---------------- | --------- | --------- | --- |
| Younes Ahamdi    | -60kg (m) | 13e       | 1ste ronde: vrij 2de ronde: V van AUT Paischer: ippon herkansingen: V van GBR Fallon: yuko                      |
| Rachid Rguig     | -66kg (m) | 13e       | 1ste ronde: vrij 2de ronde: V van FRA Darbelet: ippon herkansingen: V van CAN Mehmedovic: waza-ari              |
| Safouane Attaf   | -81kg (m) | 17e       | 1ste ronde: vrij 2de ronde: W van RUS Bashkaev: ippon 3de ronde: V van GBR Burton: yuko                         |
| Mohamed El Assri | -90kg (m) | 9e        | 1ste ronde: V van ALG Benikhlef: yuko herkansingen: W van ESP Alarza herkansingen 2: V van SUI Aschwanden: koka |

### Schermen
| Olympiër       | Onderdeel  | Resultaat | Prestatie                           |
| -------------- | ---------- | --------- | ----------------------------------- |
| Aissam Rami    | degen (m)  | 41e       | 1ste ronde: V van POL Motyka: 11-15 |
| Lahoussine Ali | floret (m) | 20e       | 1ste ronde: V van FRA Guyart: 3-15  |

### Taekwondo
| Olympiër              | Onderdeel | Resultaat | Prestatie |
| --------------------- | --------- | --------- | --- |
| Abdelkader Zrouri     | +80kg (m) | 6e        | voorronde: W van VEN Díaz: knock-out kwartfinale: V van GRE Nikolaidis: 4-5 herkansingen: V van KAZ Chilmanov: walk-over |
|                       |           |           | |
| Ghizlane Toudali      | -49kg (v) | 11e       | voorronde: V van IRI Khoshjama: 0-5                                                                                      |
| Mouna Benabderrassoul | -67kg (m) | 9e        | voorronde: W van JPN Okamoto: 2-0 kwartfinale: V van FRA Épangue: 1-1                                                    |

### Zwemmen
| Olympiër      | Onderdeel           | Resultaat | Prestatie                 |
| ------------- | ------------------- | --------- | ------------------------- |
| Sara El Bekri | 100m schoolslag (v) | 19e       | serie 3: 1ste in 1.08,666 |
| Sara El Bekri | 200m schoolslag (v) | 28e       | serie 3: 4de in 2.30,04   |

Afghanistan · Albanië · Algerije · Amerikaanse Maagdeneilanden · Amerikaans-Samoa · Andorra · Angola · Antigua en Barbuda · Argentinië · Armenië · Aruba · Australië · Azerbeidzjan · Bahama's · Bahrein · Bangladesh · Barbados · België · Belize · Benin · Bermuda · Bhutan · Bolivia · Bosnië en Herzegovina · Botswana · Brazilië · Britse Maagdeneilanden · Bulgarije · Burkina Faso · Burundi · Cambodja · Canada · Centraal-Afrikaanse Republiek · Chili · China · Chinees Taipei · Colombia · Comoren · Congo-Brazzaville · Congo-Kinshasa · Cookeilanden · Costa Rica · Cuba · Cyprus · Denemarken · Djibouti · Dominica · Dominicaanse Republiek · Duitsland · Ecuador · Egypte · El Salvador · Equatoriaal-Guinea · Eritrea · Estland · Ethiopië · Fiji · Filipijnen · Finland · Frankrijk · Gabon · Gambia · Georgië · Ghana · Grenada · Griekenland · Groot-Brittannië · Guam · Guatemala · Guinee · Guinee‑Bissau · Guyana · Haïti · Honduras · Hongarije · Hongkong · Ierland · IJsland · India · Indonesië · Irak · Iran · Israël · Italië · Ivoorkust · Jamaica · Japan · Jemen · Jordanië · Kaaimaneilanden · Kaapverdië · Kameroen · Kazachstan · Kenia · Kirgizië · Kiribati · Koeweit · Kroatië · Laos · Lesotho · Letland · Libanon · Liberia · Libië · Liechtenstein · Litouwen · Luxemburg · Macedonië · Madagaskar · Malawi · Malediven · Maleisië · Mali · Malta · Marshalleilanden · Marokko · Mauritanië · Mauritius · Mexico · Micronesië · Moldavië · Monaco · Mongolië · Montenegro · Mozambique · Myanmar · Namibië · Nauru · Nederland · Nederlandse Antillen · Nepal · Nicaragua · Nieuw-Zeeland · Niger · Nigeria · Noord-Korea · Noorwegen · Oeganda · Oekraïne · Oezbekistan · Oman · Oostenrijk · Oost‑Timor · Pakistan · Palau · Palestina · Panama · Papoea-Nieuw-Guinea · Paraguay · Peru · Polen · Portugal · Puerto Rico · Qatar · Roemenië · Rusland · Rwanda · Saint Kitts en Nevis · Saint Lucia · Saint Vincent en Grenadines · Salomonseilanden · Samoa · San Marino · Sao Tomé en Principe · Saoedi-Arabië · Senegal · Servië · Seychellen · Sierra Leone · Singapore · Slovenië · Slowakije · Soedan · Somalië · Spanje · Sri Lanka · Suriname · Swaziland · Syrië · Tadzjikistan · Tanzania · Thailand · Togo · Tonga · Trinidad en Tobago · Tsjaad · Tsjechië · Tunesië · Turkije · Turkmenistan · Tuvalu · Uruguay · Vanuatu · Venezuela · Verenigde Arabische Emiraten · Verenigde Staten · Vietnam · Wit-Rusland · Zambia · Zimbabwe · Zuid-Afrika · Zuid-Korea · Zweden · Zwitserland
Uitgesloten van deelname: Brunei